# Pfänder
Pfänder je planina na zapadu Austrije u Vorarlbergu visoka 1062 metra, koja se uzdiže iznad Bodenskog jezera i grada Bregenza.

## Karakteristike
Planina je geološki formirana od neogenskih stijena. 
Pfänder je popularno izletište građana Bregenza, zbog lake dostupnosti, naime do njegovog vrha vozi žičara. Na vrhu s kojeg puca pogled na čitavu okolicu, nalazi se restoran i televizijski toranj s opservatorijem.
Kroz planinu je probijen tunel dug 6,719 metara.

## Vanjske poveznice
- Pfänder (engl.)